# نادي سبارتاك يريفان
سبارتاك يَريفان FC (الأرمينية: Սպարտակ Երեւան Ֆուտբոլային Ակումբ)، هوَ نادي لِكرةِ القْدم الأرمن البائد من العاصمة يريفان. لعبت النادي في الدوري الأرمني الممتاز. 

## تَاريخُ النادي
تأسسَ النادي في أواخرِ عام 2000 باسم إف آركس إيمبيكس في العاصمة الأرمينية يريفان. بعدَ حصولِهِ على حقوقِ نادي أراكس أرارت الذي يناضلُ من الناحيةِ الماليةِ للعب في الدوري الأرمني الممتاز، شاركِ أراكس-إيمبيز في الدوري الأرميني الممتاز عام 2001. في 20 أغسطس 2001، في منتصفِ الموسمِ الحاليّ، غيّرت أراكس-امبيكس اسمها إلى سبارتاك يريفان.  بعد موسم 2002، تم حل النادي وانتقل اللاعبون إلى FC بناتس.

## سبارتاك يريفان في المسابقات الأوروبية
| الموسم  | منافسة            | مستدير - كروي | النادي        | الدوري الأول | الدوري الثاني |
| ------- | ----------------- | ------------- | ------------- | ------------ | ------------- |
| 2001–02 | دوري أبطال أوروبا | 1Q            | شريف تيراسبول | 0–1          | 0–2           |